# فرزند شمشیر
فرزند شمشیر فیلمی ایرانی به کارگردانی و نویسندگی حسن ساسان پور محصول سال ۱۳۵۲ است.

## خلاصه داستان
ددمنشی‌های حاکمی جبار مردم دهکده‌ای را به ستوه آورده است...

## بازیگران
- جونیت آرکین
- پوری بنایی
- همایون
- نوش‌آفرین
- نبات چهره
- عبدالرحمان
- میلتون رید